# Mesochorus piceus
Mesochorus piceus är en stekelart som beskrevs av Dasch 1974. Mesochorus piceus ingår i släktet Mesochorus och familjen brokparasitsteklar. Inga underarter finns listade i Catalogue of Life.